# Styringomyia fumosa
Styringomyia fumosa là một loài ruồi trong họ Limoniidae. Chúng phân bố ở miền Australasia.